# Four Tet
Four Tet (настоящее имя Киран Хебден, англ. Kieran Hebden; род. 1977, Лондон, Англия) — британский музыкант, работающий в жанрах электронной музыки. Изначально Хебден получил известность как участник построк группы Fridge до начала карьеры сольного исполнителя.
В своей музыке Хебден первоначально избегал традиционного формата популярной музыки, прибегая к более абстрактному подходу: его звучание и мелодии включают элементы хип-хопа, электроники, техно, джаза, грайма и фолка с живыми инструментами. Более поздние работы Кирана были во многом вдохновлены хаус-музыкой.
Также Хебден создавал ремиксы композиций таких исполнителей, как Aphex Twin, Explosions in the Sky, Super Furry Animals, Radiohead, Элли Голдинг, Лана Дель Рей, Manic Street Preachers, Сия и Black Sabbath, выступил продюсером двух альбомов психоделической импровизационной группы Sunburned Hand of the Man. Хебден создал ряд импровизационных работ совместно с джазовым барабанщиком Стивом Рейдом; также музыкант сотрудничал с Burial, Томом Йорком и другими.

## Биография
Начинал музыкальную карьеру в качестве участника пост-роковой группы Fridge вместе со своими школьными друзьями, после этого занялся самостоятельным творчеством под псевдонимом Four Tet. Первый сингл Four Tet выпустил в 1998 году под говорящим названием «Thirtysixtwentyfive»; сингл длился ровно 36 минут и 25 секунд. Позже в этом же году вышел второй джазовый сингл «Misnomer». Стиль дебютного альбома «Dialogue» (1999) также сочетал в себе джазовые и хип-хоп элементы. В 2001 году вышел альбом «Pause», где Four Tet использует гораздо больше фолка и электроники, за что тут же получает от журналистов титул «отца фолькотроники». Широкую известность приобрёл благодаря выступлениям на концертах Radiohead.
С весны 2005 года Хебден начал выступать с джазовым барабанщиком Стивом Рейдом. Позднее это творческое сотрудничество вылилось в совместное создание четырёх альбомов.

## Дискография

### Альбомы
- Dialogue (1999)
- Pause (2001)
- Rounds (2003)
- Live in Copenhagen 30th March 2004 (2004) (live)
- Everything Ecstatic (2005)
- Remixes (2006)
- There Is Love In You (2010)
- Pink (2012)
- Beautiful Rewind (2013)
- Morning/Evening (2015)
- New Energy (2017)
- Sixteen Oceans (2020)
- Parallel (2020)
- Three (2024)

### Мини-альбомы
- Thirtysixtwentyfive (27 июля 1998)
- Paws (1 сентября 2001)
- My Angel Rocks Back and Forth (3 мая 2004)
- Everything Ecstatic Part 2 (7 ноября 2005)
- Everything Ecstatic DVD (7 ноября 2005)
- Ringer (21 апреля 2008)
- There Is Love in You (25 января 2010)

### Синглы
- Misnomer (21 декабря 1998)
- Glasshead / Calamine (double a-side) (июль 1999)
- No More Mosquitoes (2 июля 2001)
- I’m on Fire (1 мая 2002)
- She Moves She (31 марта 2003)
- As Serious As Your Life (20 октября 2003)
- Castles Made of Sand (4 октября 2004)
- Smile Around the Face (11 апреля 2005)
- Sun Drums and Soil (11 июля 2005)
- A Joy (24 октября 2005)
- Pockets (12 июня 2006)

### Совместные альбомы со Стивом Рейдом
- The Exchange Session Vol. 1 (27 февраля 2006)
- The Exchange Session Vol. 2 (22 мая 2006)
- Tongues (19 марта 2007)
- NYC (4 ноября 2008)